# اونترلیدرباخ
اونترلیدرباخ (به آلمانی: Frankfurt-Unterliederbach) یک منطقهٔ مسکونی در آلمان است که در فرانکفورت واقع شده‌است. اونترلیدرباخ  ۱۴٬۱۲۷ نفر جمعیت دارد.